# Béatrice de Portugal (1380-1439)
Pour les articles homonymes, voir Béatrice de Portugal.
Béatrice de Portugal (c. 1380 - novembre 1439), est la fille naturelle de Jean Ier du Portugal et d'Agnès Pires, née avant le mariage de son père avec Philippa de Lancastre.

## Biographie
Béatrice est née vers 1380 ou 1386, peut-être à Veiros, dans l'Alentejo. Elle est la sœur d'Alphonse Ier de Bragance et la demi-sœur du roi Edouard Ier de Portugal, du duc de Coimbra Pierre de Portugal, d'Henri le Navigateur, de la duchesse de Bourgogne Isabelle du Portugal, du connétable Jean de Portugal et de Ferdinand de Portugal. La reine Philippa s'est chargée de son éducation. 
En avril 1405, son mariage par procuration avec Thomas Fitzalan, 5e comte d'Arundel, fils de Richard Fitzalan et d’Élisabeth de Bohun, est célébré à Lisbonne et, la même année, elle se rend en Angleterre, accompagnée de son frère Alphonse, de nombreux vassaux, et de ses dames d'honneur. La cérémonie de mariage a eu lieu le 26 novembre 1405 à Londres, en présence du roi Henri IV. 
Thomas meurt le 13 octobre 1415. Béatrice épouse ensuite le comte de Huntingdon Jean Holland le 20 janvier 1433. 
Béatrice meurt à Bordeaux en novembre 1439.